# Gesonia gemma
Gesonia gemma är en fjärilsart som beskrevs av Swinhoe 1885. Gesonia gemma ingår i släktet Gesonia och familjen nattflyn. Inga underarter finns listade i Catalogue of Life.